# WCW Hall of Fame
La WCW Hall of Fame è un'istituzione del wrestling che comprendeva tutti quei lottatori che venivano ricordati come i migliori della storia della World Championship Wrestling.
La WCW Hall of Fame, comprendeva anche wrestler che avevano avuto carriere di spicco nella National Wrestling Alliance o in una delle Jim Crockett Promotions, federazioni che rappresentavano la base sulla quale venne poi costruita la WCW.
La cerimonia di introduzione si svolgeva annualmente nel corso di Slamboree, pay-per-view della WCW.

## Storia
La WCW Hall of Fame, venne creata il 23 maggio 1993, con lo scopo di rendere omaggio a molte delle più grandi personalità del mondo del wrestling. Vennero introdotte altre personalità fino al 1995, ma a partire dall'anno successivo non furono più tenute altre cerimonie.
In seguito all'acquisizione della WCW da parte della World Wrestling Federation, nel marzo del 2001, la WCW Hall of Fame cessò di esistere, e molti atleti WCW, iniziarono ad essere inseriti nella WWE Hall of Fame.

## Albo d'oro
| Anno | Nome d'arte      | Nome reale               |
| ---- | ---------------- | ------------------------ |
| 1993 | Lou Thesz        | Aloysius Martin Thesz    |
| 1993 | Verne Gagne      | Laverne Clarence Gagne   |
| 1993 | Mr. Wrestling II | John Francis Walker      |
| 1993 | Eddie Graham     | Edward Gossett           |
| 1994 | Harley Race      | Harley Leland Race       |
| 1994 | Ernie Ladd       | Ernest Ladd              |
| 1994 | The Crusher      | Reginald Lisowski        |
| 1994 | Dick the Bruiser | William Fritz Afflis     |
| 1994 | Ole Anderson     | Alan Robert Rogowski     |
| 1994 | Masked Assassin  | Joseph Hamilton          |
| 1995 | Wahoo McDaniel   | Edward Hugh McDaniel     |
| 1995 | Dusty Rhodes     | Virgil Riley Runnels Jr. |
| 1995 | Antonio Inoki    | Kanji Inoki              |
| 1995 | Angelo Poffo     | John Angelo Poffo        |
| 1995 | Terry Funk       | Terrance Funk            |
| 1995 | Big John Studd   | John William Minton      |
| 1995 | Gordon Solie     | Francis Jonard Labiak    |